# The Riff
A The Riff a Lordi nevű finn rockzenekar 2013-ban kiadott dala, a To Beast Or Not To Beast című nagylemez első kislemez-dala. A kislemez 2013. február 8-án jelent meg. Ez a zenekar első kiadott száma, melyen Mana dobol és Hella billentyűzik.
A zenekar klipet is forgatott a számhoz, melyben egy cseh playmate, Dominika Jandlova játssza a főszerepet. A klipben a playmate a vécén ülve újságot olvas, amelyből megtudjuk, hogy a világot megszállták a zombik. A vécén elfogy a vécépapír, ezért Dominika elmegy egy szupermarketbe, ahol hemzsegnek a zombik. A videót Csehországban forgatták és február 27-én jelent meg.
A dal egy ember és a Zord Kaszás találkozásáról szól, a Kaszás meghívja az embert egy útra a Chevy furgonjával, valamint elgitározza új szerzeményét, amelyben az ember szerint csupán a gitárriff jó, a többi hulladék. Az utazás közben balesetet szenvednek, amely után a Halál sérülési miatt alig bír beszélni, de annyit elmond az embernek, hogy nemsokára otthagyja a munkáját, és az embernek kell átvennie a helyét, de az énekes nem vállalja, viszont továbbviszi a gitárriff hangzását.
A dalszöveg és videó közötti összefüggéstelen tartalom miatt a klip megosztotta a rajongókat. 

## Közreműködött
- Mr. Lordi: ének
- Amen: gitár
- Mana: dobok
- Hella: billentyű
- Ox: basszusgitár

## A kislemez tartalma
1. The Riff 3:44